# Corécepteur

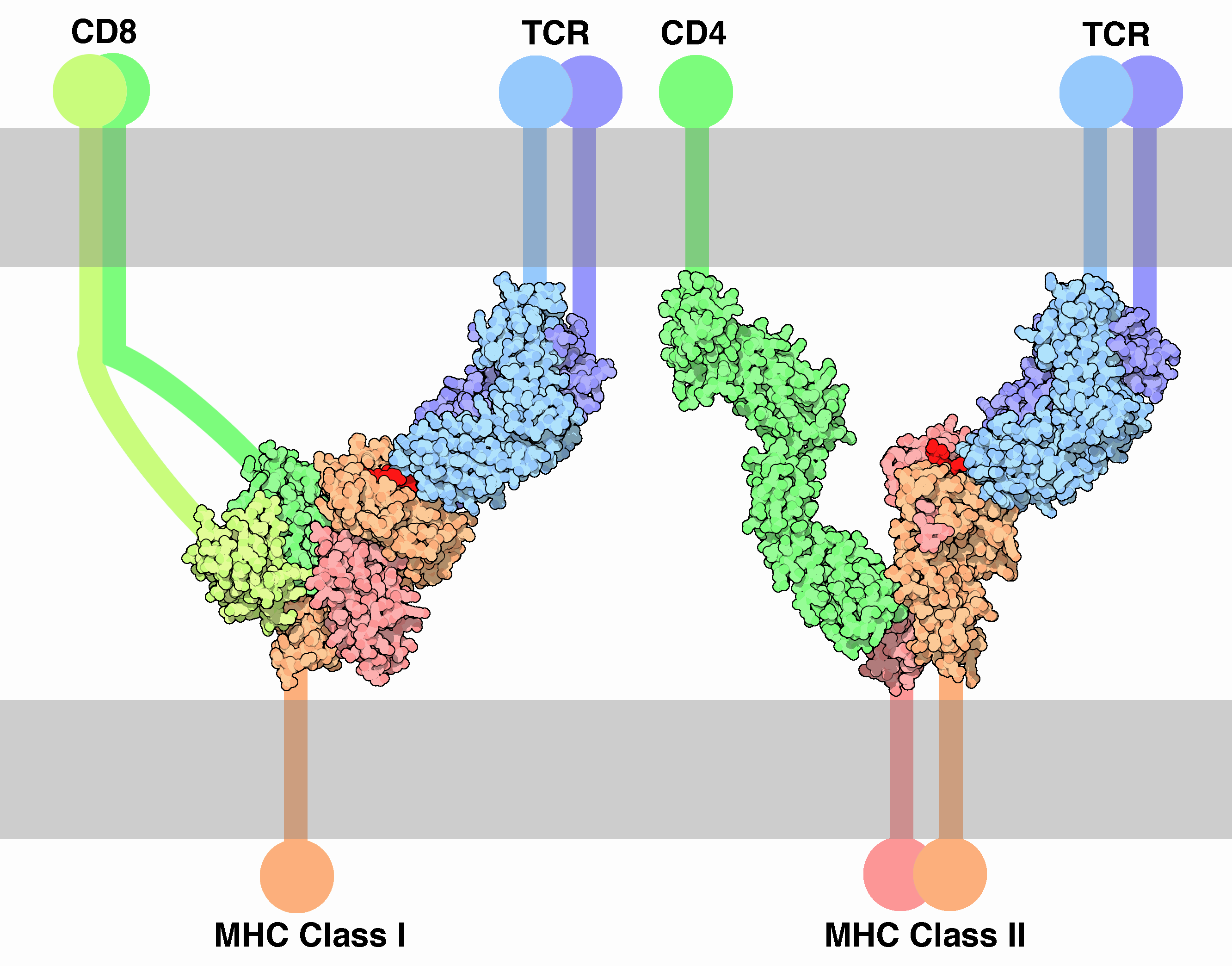
T Cell Receptor complexed with MHC I and II

Le corécepteur est une notion qui désigne, en biologie cellulaire, des protéines membranaires qui participent à une interaction ligand-récepteur en facilitant le signal transmis entre les deux cellules impliquées. Cette facilitation peut transduire le signal, faciliter la liaison ligand-récepteur, ou encore favoriser une spécificité. Certains corécepteurs sont indispensables à la fonction du récepteur qu'ils assistent. Les molécules CD4 et CD8 par exemple sont les corécepteurs du complexe CD3-TCR dans l'interaction avec les molécules du CMH.